# 天国逆子
天国逆子是1995年上映的香港戏剧电影，由嚴浩执导。这部电影被香港选为第67届奥斯卡金像奖最佳外语片参赛电影，但并未入围。

## 角色
- 斯琴高娃 饰演 蒲凤英
- 庹宗華 饰演 关健
- 马精武 饰演 关世昌
- 巍子 饰演 刘大贵

## 外部連結
- 香港影庫上《天国逆子》的資料（繁體中文）
- 開眼電影網上《天国逆子》的資料（繁體中文）
- 豆瓣电影上《天国逆子》的資料 （简体中文）
- 时光网上《天国逆子》的資料（简体中文）
- AllMovie上《天国逆子》的资料（英文）
- 爛番茄上《天国逆子》的資料（英文）
- 互联网电影数据库（IMDb）上《天国逆子》的资料（英文）